# Erwin Koeman
Erwin Koeman (* 20. September 1961 in Zaandam, heute zu Zaanstad, Niederlande) ist ein ehemaliger niederländischer Fußballspieler und jetziger -trainer.

## Karriere als Spieler

### Verein
Koeman ist in einer Fußballerfamilie aufgewachsen. Vater Martin spielte Jahre für GVAV in Groningen; Erwins jüngerer Bruder Ronald spielte ebenfalls Fußball auf Topniveau. Erwin Koeman debütierte im bezahlten Fußball beim FC Groningen. Nach den ersten sechs Einsätzen in der Eredivisie wechselte er 1979 zur PSV Eindhoven, kehrte aber nach drei Spielzeiten nach Groningen zurück. Wiederum drei Jahre später ging er 1985 zum damaligen belgischen Topclub KV Mechelen. Mit dem KV wurde er 1987 belgischer Pokalsieger und gewann 1988 im Finale gegen Ajax Amsterdam den Europapokal der Pokalsieger.
Nach seiner Zeit in Mechelen kehrte er 1990 in die Niederlande zurück und spielte zunächst vier weitere Saisons für die PSV, mit der er 1991 und 1992 niederländischer Meister wurde. Er beendete seine Karriere bei dem Verein, bei dem diese begann, dem FC Groningen, für den er von 1994 bis 1998 erneut aktiv war.

### Nationalmannschaft
Erwin Koeman spielte 34-mal für die Niederländische Fußballnationalmannschaft und erzielte dabei drei Tore. 1988 in Deutschland wurde er Europameister. Bei diesem Turnier absolvierte Koeman vier Spiele.

## Karriere als Trainer
Nach seiner aktiven Fußballlaufbahn wurde Koeman erst Jugend-, später Assistenztrainer neben Eric Gerets bei der PSV. In der Saison 2004/05 war er Haupttrainer von RKC Waalwijk. Sein Vertrag bei RKC wurde vorzeitig aufgelöst, da Koeman zum 1. Juli 2005 als Trainer von Feyenoord Rotterdam verpflichtet wurde. Hier trat er am 3. Mai 2007 vor den Play-offs um die UEFA-Cup-Plätze zurück – zu einer Zeit, als sein Bruder Ronald als Trainer von PSV gerade die Meisterschaft gesichert hatte. Am 1. Mai 2008 übernahm er von Péter Várhidi das Traineramt bei der ungarischen Nationalmannschaft, die er zur Fußball-Weltmeisterschaft 2010 in Südafrika führen sollte. Im Juli 2010 trennte sich der Verband von Koeman, nachdem sich die Mannschaft nicht für die WM hatte qualifizieren können. Zu seinem Nachfolger wurde Sándor Egervári ernannt. Zur Saison 2011/12 folgte er Ton du Chatinier als Trainer des FC Utrecht nach. Nach einem kurzen Zwischenspiel beim FC Eindhoven verpflichtete ihn RKC Waalwijk für zwei Jahre ab der Saison 2012/13.
In der Saison 2018/19 wird er Co-Trainer von Phillip Cocu bei Fenerbahçe Istanbul.
Nach dessen Entlassung im Oktober 2018 wurde er Cheftrainer. Im Jahr 2019 trainierte er die omanische Nationalmannschaft.
Im Mai 2022 wurde Erwin Koeman Assistent seines Bruders Ronald bei der niederländischen Nationalmannschaft.

## Erfolge

### Als Spieler
- Belgischer Pokalsieger mit dem KV Mechelen: 1986/87
- Europapokalsieger der Pokalsieger mit dem KV Mechelen: 1987/88
- UEFA-Super-Cup-Sieger mit dem KV Mechelen: 1988
- Europameister: 1988
- Belgischer Meister mit dem KV Mechelen: 1988/89
- Niederländischer Meister mit der PSV Eindhoven: 1990/91, 1991/92
- Niederländischer Supercupsieger mit der PSV Eindhoven: 1992